# Dépêche Havas de Guernica
La Dépêche Havas de Guernica est une polémique survenue au printemps 1937, au moment du bombardement de Guernica, concernant le rôle de l'Agence Havas et du gouvernement français au cours de la Guerre d'Espagne. Posant très tôt le problème des correspondants de guerre "embarqués" au sein d'un contingent militaire, elle se prolongea jusqu'à la mort de Franco dans les années 1970 et la publication d'un livre-enquête de l'historien Herbert R. Southworth, qui sera prolongé en 1993 par une autre enquête d'Antoine Lefebure.

## Histoire
Dans l'après-midi du 26 avril 1937, alors que la Guerre d'Espagne bat son plein, la petite ville de Guernica, capitale historique et spirituelle du Pays basque espagnol, se retrouve en flammes. Située à une trentaine de kilomètres de Bilbao et à une quinzaine de kilomètres du front, elle vient d'être bombardée durant trois heures un quart par une escadrille de la Légion Condor, force aérienne composée de volontaires à partir d'effectifs de la Luftwaffe de l'Allemagne nazie, qui combat en Espagne aux côtés du camp nationaliste. 
Les avions allemands étaient de trois types, bombardiers, Junker et Heinkel, selon les articles rédigés par quatre journalistes professionnels qui ont couvert l'évènement: George Steer de The Times de Londres, Noel Monks du Daily Express, Christopher Holme de l'agence de presse Reuters et le belge, Mathieu Corman du journal Ce soir.
George Steer donne ainsi de nombreuses précisions dans The Times du 27 avril, en indiquant que selon certaines estimations, plus de trois mille projectiles incendiaires ont été largués sur la ville. 
Mathieu Corman câble à son journal : « Nous avons été mitraillés durant 20 minutes par 7 avions de chasse à Guerricaiz. Peu après, ce petit village était détruit par une soixantaine de bombes incendiaires et de torpilles lourdes qui furent jetées en quelques minutes ». Les agences américaines Associated Press et United Press couvrent aussi largement l'évènement. Un de leurs clients, le Daily Herald de Londres, titre le 28 avril 1937 : « La sauvagerie des aviateurs allemands scandalise le monde ».
Mais l'Agence Havas française ne diffuse, elle, que sept lignes en tout et pour tout, envoyées par l'un de ses correspondants en zone républicaine, l'Espagnol Fontecha. Ainsi le quotidien La Dépêche du Midi de Toulouse, région où vivent de nombreux réfugiés espagnols, annonce l'information en "Une" mais ne peut la faire suivre que de quelques lignes en page 4. 
Les journaux de gauche se reposent pour leur part sur l'Agence Espagne, créée en décembre et aux mains du gouvernement espagnol, tandis qu'à droite, Le Figaro et L'Action Française ne publient rien. Cinq jours plus tard, le 3 mai, Le Figaro titre sur trois colonnes : « Une enquête à Guernica des journalistes étrangers révèle que la ville n'a pas été bombardée », avec pour sous-titre : « Les maisons avaient été arrosées d'essence et incendiées par les gouvernementaux ». « Les journalistes étrangers » en question sont le second correspondant d'Havas en Espagne, Georges Botto, arrivé sur place trois jours après le bombardement, qui a visité Guernica le samedi 1er mai, avec un groupe d'officiers nationalistes et publié cette fois une longue dépêche, reprise par Le Matin, Le Figaro et L'Action Française. Dans la nuit du 8 mai, le chef du bureau de l'Agence Havas à Berlin téléphone au siège parisien pour indiquer que « la presse allemande a donné une publicité tapageuse à la dépêche de notre envoyé spécial ». L'un des titres affirme: « L'Agence Havas montre les mensonges de The Times de Londres. » Les dirigeants nazis se font une fierté de dénoncer ce « mensonge » et d'en apporter la preuve en citant certains journaux français. 
Le Foreign Office britannique décide alors d'enquêter sur la dépêche Havas. Philips, l'ambassadeur britannique à Paris dévoile les explications fournies par le Quai d'Orsay, qui reconnaît qu'il « y a toute raison de croire que le correspondant d'Havas en question n'avait pas écrit de première main, mais qu'il lui avait été imposé par les nationalistes » et ajoute « aucun usage ne peut être fait de cette opinion, de crainte que son auteur ne soit fusillé ». La dépêche Havas, sauvegardée aux Archives Nationales françaises, où aucune dépêche originale n'a échappé à la destruction, portait la mention inhabituelle « Noter, diffuser largement cette dépêche » et un autre envoyé spécial d'Havas, Jean d'Hospital, avait prévenu Paris: « Tenez compte, tous papiers seront visés censure. Surveillez signature, signature avec prénom signifie nouvelle obligatoire ou douteuse ». Elle fut pourtant diffusée, sous le contrôle du secrétaire général du Ministère, Saint-John Perse.
Pendant la Guerre d'Espagne, l'Agence Havas fut exposée au combat sans limite entre les propagandes fasciste, nazie et non-interventionniste. À partir de 1936, elle apparut aux yeux du ministère des Affaires étrangères français du Front populaire, soucieux que son pays ne soit pas amenée à entrer dans le conflit, comme un outil privilégié de contrôle de l’information et de propagande.
L'historien américain Herbert R. Southworth a révélé ensuite un document daté du 7 mai 1937, dix jours après les faits, attestant que le bombardement de Guernica fut réclamé par l'armée franquiste. Il émet une hypothèse qu'il argumente solidement en l'enracinant dans les premiers remous de l'Histoire du peuple basque : « Depuis novembre 1936 Madrid était assiégée par les franquistes, mais ne se rendait pas. Or, en Pays basque, au XIXe siècle, pendant les guerres carlistes, Bilbao avait été assiégée trois fois sans jamais être prise. Je crois que l'intention de Franco a été d'éviter un nouveau siège de Bilbao qui eût été un échec retentissant pour lui. Il a trouvé un moyen efficace : terroriser les Basques en rasant Guernica ». Les archives russes, recoupées par le récit du journaliste belge, décrivent des mitraillages de réfugiés de Guernica par les avions de chasse à l'extérieur des limites de la ville, pour parachever l'effet de panique. En 1937, Bilbao se rend effectivement assez vite, sans combats, après le bombardement.
Les historiens proches des nationalistes ont ensuite reconnu que les Allemands avaient bien bombardé la ville, par la plume du Colonel Martinez Bande et de Ramon Salas Larrazabal tout en niant que ce fut à la demande des franquistes.